# Kat Falls
Œuvres principales
- Série Abysses
- Série Fetch

Kat Falls, née en 1964 à Silver Spring dans le Maryland, est une romancière américaine, principalement de science-fiction. Parmi ses œuvres, on compte Le Spectre des abysses et sa suite Prisonnier des abysses, ainsi que la duologie Inhuman et Undaunted.

## Jeunesse
Kat Falls nait en 1964 à Silver Spring dans le Maryland. Elle est titulaire d'une licence du Rensselaer Polytechnic Institute et d'une maîtrise en scénarisation à l'Université Northwestern .

## Carrière
Son premier roman, Le Spectre des abysses, est publié par la Scholastic Corporation en mai 2010. Il est diffusé à l'international dans dix-huit pays puis nommé pour le prix du livre pour enfants aux États-Unis. Il reçoit également un Juvenile Library Award des Amis des écrivains américains en 2011  La suite, Riptide (prisonniers des Abysses en français) est publiée le 1er août 2011.
Inhuman est le roman suivant de l'autrice. Il est publié aux États-Unis chez Scholastic Press à l'automne 2013. Le livre reçoit une nomination pour le prix Truman Readers 2015-2016 de l'Association des bibliothécaires scolaires du Missouri.
La suite sort le 26 mars 2019 et s'intitule Undaunted.

## Vie personnelle
Kat Falls vit à Evanston, dans l'Illinois avec Robert Falls, son mari qui est directeur de théâtre et leurs trois enfants. Elle enseigne le scénario à la Northwestern University .

## Œuvres

### SérieAbysses
1. Le Spectre des abysses, Bayard jeunesse, 2012 ((en) Dark Life, 2010), trad. Danièle Laruelle, 336 p.  (ISBN 978-2-7470-3364-0)
2. Prisonnier des abysses, Bayard jeunesse, 2013 ((en) Rip Tide, 2011), trad. Danièle Laruelle, 300 p.  (ISBN 978-2-7470-3365-7)

### SérieFetch
1. Inhuman, Milan, 2015 ((en) Inhuman, 2013), trad. Christine Bouard-Schwartz, 443 p.  (ISBN 978-2-7459-7247-7)
2. (en) Undaunted, 2019